# جثو

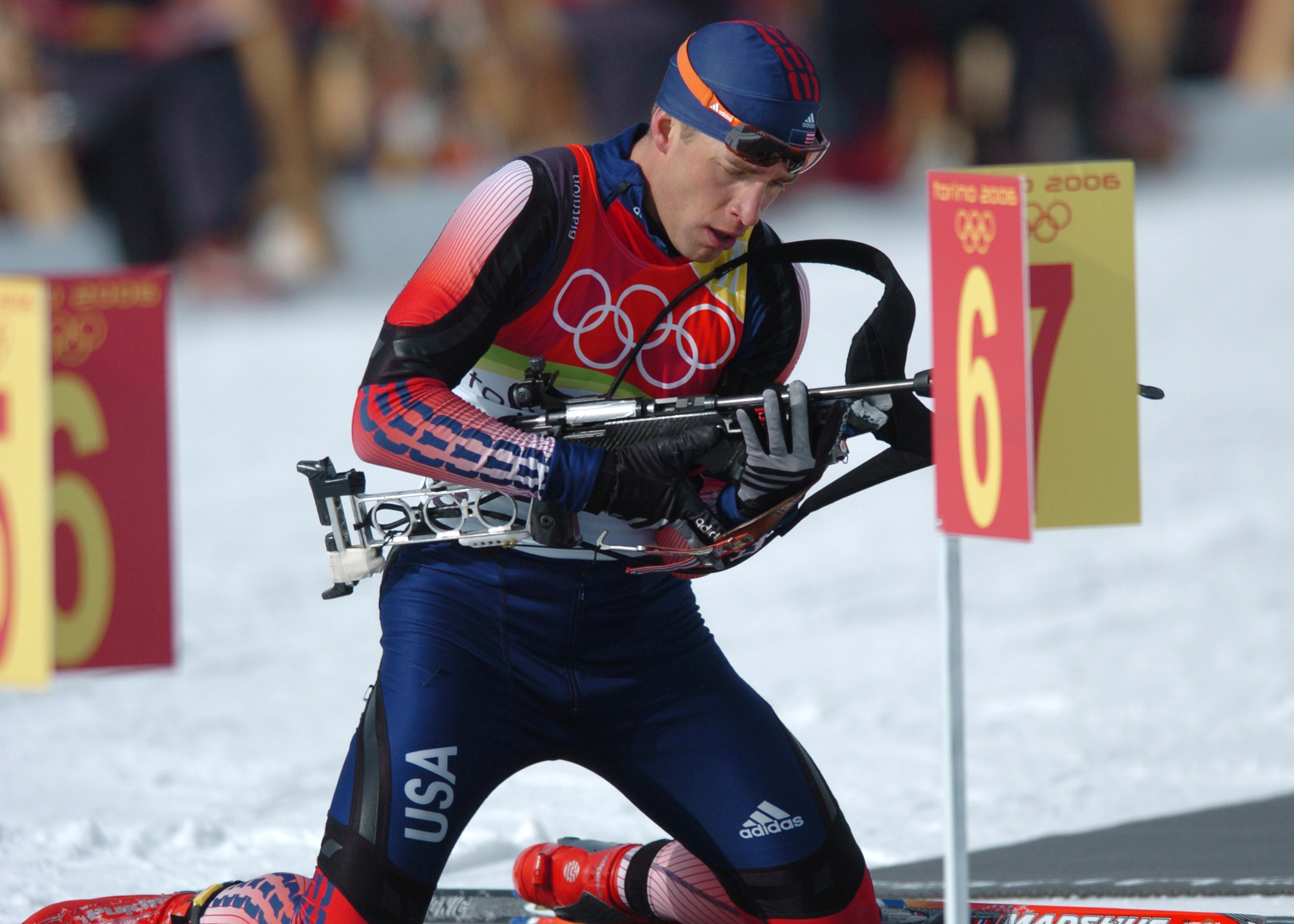
رياضي جاثي في دورة الألعاب الأولمبية الشتوية يستعد لإطلاق بندقيته.

الجُثُوّ أو الجِثِيّ هو وضع الجسم بحيث تلمس إحدى الركبتين الأرض أو كلتيهما.
الجثو هو سلوك عند الرئيسيات يستخدم للتعبير عن الإجلال من خلال جعل الشخص الجاثي يبدو أصغر من الآخر. الرئيسيات نفسها تنشئ أنظمة هيمنة مهمة لبقاء المجموعة وسلوكها.